# Artedidraco glareobarbatus
Artedidraco glareobarbatus är en fiskart som beskrevs av Charles Rochester Eastman och Eakin, 1999. Artedidraco glareobarbatus ingår i släktet Artedidraco och familjen Artedidraconidae. IUCN kategoriserar arten globalt som livskraftig. Inga underarter finns listade i Catalogue of Life.